# Aviadvigatel
Aviadvigatel (en ruso АО "Авиадвигатель", transliterado como Aviadvigatel: "Aeromotores" y actualmente después de la fusión con Perm Engine se comercializó como:Perm Motors) es una sociedad rusa dedicada al desarrollo y construcción de motores de aviación, especialmente motores a reacción para aviones comerciales y militares. Ubicada en la localidad de Perm, la empresa tiene su sede en la Planta de Motores de Perm. Entre otras, sus productos motorizan a las aeronaves Ilyushin Il-76MF, Ilyushin Il-96, Tupolev Tu-204, y Tupolev Tu-214. También diseña y construye turbinas de gas de alta eficiencia para grupos electrógenos y plantas de bombeo de gas.
La compañía tiene sus orígenes en la Oficina de Diseño Experimental OKB-19, creada para la fabricación de motores de aviones.

## Historia

### Fundación y Segunda Guerra Mundial

Árbol de familia de los motores Shvetsov

Los orígenes de Aviadvigatel se encuentran en la apertura, a principios de la década de 1930, de la Planta de Motores de Perm. Fundada en el Krai de Perm, la primera producción de la planta fue el Shvetsov M-25, una versión bajo licencia del Wright R-1820-F3 estadounidense.
Arkadiy Shvetsov fue nombrado Director Técnico y Jefe de Diseño, y en 1934 la planta recibe la designación  OKB-19,  Oficina de Diseño Shvetsov. Teniendo como base su motor licenciado M-25, la oficina desarrolló toda una gama de motores, entre otros, el M-11, M-71, ASh-2, ASh-21, ASh-62, ASh-73 y ASh-82. En solo cuatro años, el OKB-19 se convirtió en el principal diseñador y proveedor ruso de motores de aeronaves radiales para la industria aeronáutica soviética.
Durante la Segunda Guerra Mundial, la planta siguió creando nuevos motores, multiplicando por 12 su capacidad productiva original. En este período, produjo más de 32000 motores para los Lavochkin La-5 y La-7, Sukhoi Su-2 y Tupolev Tu-2, entre otros. El 21 de junio de 1943, el OKB-19 fue galardonado con uno de los premios más importantes de la Unión Soviética, la Orden de Lenin, por la creación de motores que garantizaban la superioridad militar de los aviones de combate soviéticos sobre las fuerzas enemigas.

### Posguerra y Guerra Fría
En la década de 1950, la empresa comienza su transición de los motores de pistón a los motores a reacción. Después de la muerte de Shvetsov en 1953, Pavel Soloviev (asistente de Shvetsov) se convierte en el nuevo jefe de diseño, y desde entonces el OKB fue renombrado como Oficina de Diseño Soloviev. Bajo su dirección, la compañía llevó a cabo los desarrollos, entre otros, de los motores D-20, D-25 y D-30, así como los PS-90 y sus diversas variantes.

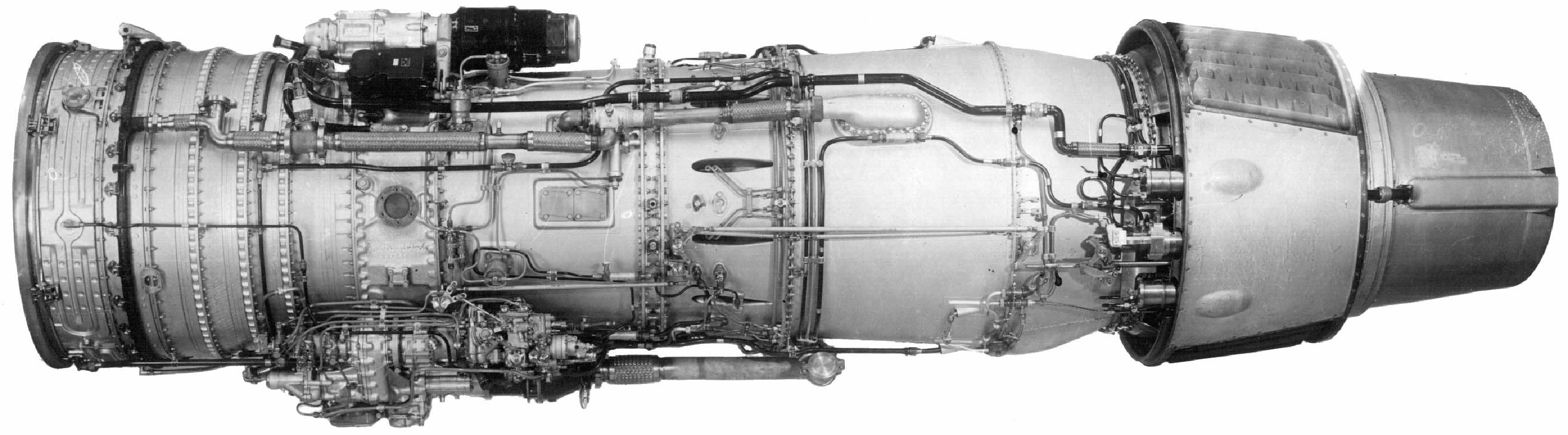
Turborreactor de doble flujo Soloviev D-30

### Después del fin de la caída de la Unión Soviética
Desde 1989 y hasta junio de 2001, con una ruptura en 1995-1997, la empresa estaba dirigida por Yuri Evgenievich Reshetnikov. Perm Engine Company se estableció en 1997 como una subsidiaria de Perm Motors Company, heredando las instalaciones de producción de turbinas de gas y las ricas tradiciones de la compañía más grande de los Urales occidentales. En junio de 2001, Alexander A. Inozemtsev, el diseñador jefe, se convirtió en director general de Aviadvigatel Open Joint Stock Company (OJSC). A partir de octubre de 2006, fue director gerente y diseñador jefe. En octubre de 2003, se estableció "Perm Motors Group Management Company" para: 
- 1) coordinar las relaciones corporativas y la administración de las empresas del Grupo Perm Motors.
- 2) resolver asuntos estratégicos de marketing.
- 3) realizar la planificación de inversiones.

"Aviadvigatel" OJSC se fusionó en Perm Engine Company,UEC-Perm Motors Group y se comercializa como Perm Motors.

## Producción

### Productos actuales
- Aviadvigatel PS-12V turboeje, una actualización destinada al Mi-26 para reemplazar el motor ucraniano  Lotarev D-136
- Aviadvigatel PD-18R turbofan engranado 180 kN
- Aviadvigatel PS-30 turborreactor, variantes D-30K, D-30F6
- Aviadvigatel PS-90 turbofan, motoriza al Ilyushin Il-76, Ilyushin Il-96, Beriev A-50 y Tupolev Tu-204/214 series.

En construcción y desarrollo
- PD-14 turbofan, motorizará al UAC MC-21
- PD-24 y PD-28 (hasta 240 y 280 kN respectivamente)
- PD-35 (hasta 300/328 kN máx. 350) para el avión de transporte An-124 y aerolíneas

### Motores Shvetsov
- Shvetsov ASh-2
- Shvetsov ASh-21
- Shvetsov ASh-62/M-62
- Shvetsov ASh-73
- Shvetsov ASh-82/M-82
- Shvetsov ASh-83
- Shvetsov ASh-84
- Shvetsov M-11
- Shvetsov M-22
- Shvetsov M-25
- Shvetsov M-63
- Shvetsov M-64
- Shvetsov M-70
- Shvetsov M-71
- Shvetsov M-72
- Shvetsov M-80
- Shvestov M-81

### Motores Soloviev
- Soloviev D-20 turbofan, motoriza al Tupolev Tu-124
- Soloviev D-25 turboeje, motoriza al Mil Mi-6 y Mil Mi-10
- Soloviev D-30 turborreactor, motoriza al Tupolev Tu-134A-3, A-5, and B, Mikoyan MiG-31, Ilyushin Il-62, Ilyushin Il-76 y variantes, Beriev A-40 y al Tupolev Tu-154